# Алкаладка
Алкаладка — деревня в Ржаксинском районе Тамбовской области России. 
Входит в Гавриловский сельсовет.

## География
Расположена реке Сухая Ржакса (Ржакса), в 5 км к востоку от райцентра, пгт Ржакса, и в 80 км к юго-востоку от Тамбова.

## История
В 2023 году в состав включена деревня Мордвиновка.

## Население
| 2002 | 2010 |
| ---- | ---- |
| 222  | ↘197 |

Согласно результатам переписи 2002 года, в национальной структуре населения русские составляли 98 % от жителей.